# IC 424
IC 424 је рефлексиона маглина у сазвјежђу Орион која се налази на листи објеката дубоког неба у Индекс каталогу.
Деклинација објекта је - 0° 24' 47" а ректасцензија 5h 33m 37,2s. IC 424 је још познат и под ознакама DG 59.